# Dream (youtuber)
Clay ismertebb néven Dream (1999. augusztus 12. –) amerikai Youtuber és Twitch-streamer, aki elsősorban Minecraft-tartalmak létrehozásáról ismert.
Dream jelentős hírnévre tett szert 2019-ben és 2020-ban. Jól ismert a Minecraft Manhunt című YouTube-sorozatáról és a Minecraft-speedrunjairól, amelyekben csalással vádolták 2020 végén. Dream később elismerte, hogy videójáték-moddingokat használt, bár fenntartotta, hogy a speedrun játékmenet előnyei nem voltak szándékosak. Saját, Dream SMP nevű szerverén egy meghívásos, kizárólag túlélő többjátékos (SMP) Minecraft-szerveren létrehozott tartalom, amelynek főszereplői a szerepjátékban részt vevő tartalomkészítők, szintén jelentős figyelmet kapott.
2022. január 26-án az összesen hét YouTube-csatornáján 39 millió feliratkozót és több mint 2,9 milliárd megtekintést ért el. A fő csatorna több mint 30 millió feliratkozót és 2,6 milliárd megtekintést ért el. A YouTube Dreamet a Streamy Awards for Gaming jutalomban részesítette 2020-ban és 2021-ben is.

## Karrier

### YouTube
Dream 2014. február 8-án hozta létre YouTube-fiókját, és 2019 júliusában kezdett el rendszeresen feltölteni tartalmakat. Dream legrégebbi videója, amely még elérhető, arról szól, hogy szándékosan rosszul játszotta a Minecraft játékot, hogy "bosszantsa" a nézőket. 2022 júliusáig a videót 17 millióan nézték meg.
2019 júliusában Dream felfedezte egy Minecraft-világ (véletlenszám-generálásnál használt) kezdőértékét, amellyel a youtuber PewDiePie játszott, olyan visszafejtési (reverse engineering) technikák segítségével, amelyeket Dream az online fórumokon tanult meg. 2019 novemberében Dream feltöltött egy videót "Minecraft, de az itemek véletlenszerűek és megsokszorozottak..." címmel ("Minecraft, But Item Drops Are Random And Multiplied…"), amelyet 2022 júliusáig 52 millióan néztek meg. 2020 januárjában Dream feltöltött egy videót, amelyben ő és egy másik youtuber, GeorgeNotFound egy Arduino-táblát csatlakoztatott egy elektromos kutyanyakörvhöz, amely áramütést bocsátott ki, amikor a játékos életpontot vesztett a Minecraftban.
2020 decemberében az éves YouTube Rewind sorozata helyett a YouTube közzétette a legnépszerűbb videóinak és alkotóinak listáját. Az amerikai listán a YouTube Dream „Minecraft Speedrunner VS 3 Hunters GRAND FINALE” videóját a hetedik „Legfelkapottabb videó” közé, Dreamet pedig a második „Legjobb alkotó” és az első „Breakout Creator” közé sorolta. Dream élő közvetítése a YouTube-on 2020 novemberében, mintegy 700 000 nézővel minden idők 6. legnézettebb játékstreamje volt 2021 januárjában. Egy 2020. decemberi Polygon-cikk kijelentette, hogy „2020 rendkívüli év volt Dream számára”, és a „YouTube jelenlegi legnagyobb játékcsatornájaként” írta le őt.
Egy 2021. januári cikkében Steven Asarch, a Business Insider munkatársa Dream 2019-es és 2020-as növekedését "a YouTube-algoritmus megértésének" tulajdonította, és megjegyezte, hogy "a megfelelő helyre rakja a kulcsszavait, kihasználja a trendeket, és olyan indexképeket készít, amelyekre a rajongók szívesen rákattintanak".
Dream a "Dream Team" tagja, Sapnap és GeorgeNotFound youtuberekkel együtt. A csapat gyakran készít közös tartalmat. Dream baráti rivalizálást folytatott a másik Minecraft-youtuberrel, Technoblade-del a halála előtt, ami során versenyeztek a „legjobb Minecraft-játékos” címért.

#### Minecraft Manhunt
Dream legismertebb és legnézettebb sorozata a Minecraft Manhunt. A Minecraft Manhuntban az egyik játékos – általában Dream – megpróbálja a lehető leggyorsabban végigjátszani a játékot anélkül, hogy meghalna, míg egy másik játékos vagy játékoscsapat (a "Vadászok") megpróbálják megakadályozni azáltal, hogy megölik őt. A Vadászok mindegyike rendelkezik egy iránytűvel, amely a játékos felé mutat, és bármennyiszer újraéledhetnek, amikor meghalnak. A Vadászok akkor nyerik meg a játékot, ha a játékos meghal, mielőtt legyőzte az Ender Sárkányt.
2019. december 26-án Dream feltöltötte a sorozat első videóját Beating Minecraft, But My Friend Tries to Stop Me címmel. Dream ezt követően számos alkalommal megismételte ezt a videóstílust, idővel növelve a Vadászok számát. 2022. február 26-án Dream feltöltötte az utolsó Minecraft Manhuntot, de utalt rá, hogy a jövőben visszahozza a sorozatot. Dream azt is elmondta, hogy ő és a Vadászok valós Minecraft Manhuntot készítenek, ha az utolsó videó eléri a 2 millió kedvelést.
A Minecraft Manhunt videóit több tízmillióan nézték meg, és egyikük a hatodik helyen áll a "2020 legnépszerűbb YouTube-videói" listáján. 2022 júliusában Dream Minecraft Manhunt sorozatának legnézettebb epizódját 113 millióan nézték meg.
A sorozat számos pozitív kritikát kapott. Urian B. azt írta a Tech Timesban, hogy a Minecraft Manhunt "nemcsak a terep uralmát követeli meg, hanem a gyors gondolkodás képességét is, miközben a különböző döntések meghozatalához csak ezredmásodpercek állnak rendelkezésre. Ez az, amiben Dream kitűnő: a pillanat tört része alatti döntéshozatal.” Nicolas Perez úgy jellemezte a Minecraft Manhuntot, mint "olyan élményt, amitől minden alkalommal elakad a lélegzetem", és azt állította, hogy a Minecraft Manhunt formátuma "úgy tűnik, garantálja, hogy a Vadászok arassanak győzelmet. De leggyakrabban Dream éppen annyi trükköt húz elő a tarsolyából, hogy neccesen, de legyőzze a Vadászokat, és megnyerje a játékot." Gonzalo Cardona, a Ginx TV írója megjegyezte, hogy a Minecraft Manhunt "kultuszszerű montázsokat inspirált a rajongóktól". Nathan Grayson, a Kotaku egyik írója, azt mondta, hogy a Minecraft Manhunt Dreamet "a Minecraft-rajongók körében ismert névvé tette".

### Dream SMP
2020 áprilisában, nem sokkal a Minecraft 20w17a snapshot megjelenése után Dream és George létrehozta a Dream SMP-t, egy privát Survival Multiplayer (SMP) Minecraft-szervert. Idővel a "Dream Team"en kívül más prominens Minecraft-tartalomkészítőket is meghívtak a szerverre, köztük volt TommyInnit, Technoblade és Wilbur Soot.
A Dream SMP nagyon ismertté vált. A rajongók szerint a fő húzóerő a szerepjáték: a jelentősebb események lazán előre meg vannak írva, a többi egyéb elem pedig improvizált, amelyet élőben adnak elő a YouTube-on és a Twitch-en. Cecilia D'Anastasio ( Wired ) a Dream SMP-t az élő színház egyik formájaként és „machiavelli politikai drámaként” jellemezte. 2021 januárjában több mint 1 millió ember követte a Dream SMP élő közvetítéseit.

### Minecraft-bajnokságok
2020 óta Dream visszatérő résztvevője a Minecraft Championshipnek, a Noxcrew által havonta megrendezett Minecraft-bajnokságnak. A 8., 11., 15., 16. és 24. Minecraft-bajnokságon is első helyezést ért el a csapatával, ezzel válva a harmadik játékossá, aki öt kanonikus bajnokságot nyert. 2020 szeptemberében, a 10. Minecraft-bajnokság idején jótékonysági céllal játszott, és körülbelül 3400 dollár adományt gyűjtött össze.

### Zene
2021. február 4-én Dream kiadta első dalát Roadtrip címmel, PmBata-val együttműködve, amelyet több, mint 28 millióan néztek meg YouTube-on. 2021. május 20-án Dream kiadta második dalát Mask címmel, amelyet több mint 30 millióan néztek meg YouTube-on. Ugyanezen év júniusában megjelent egy animációs klip a "Mask"-hoz, bár később törölték. Ennek oka lehet az a kritika, amelyet a dal és a videóklip kapott a szöveggel és az animációval kapcsolatban. 2021. augusztus 19-én Dream kiadta harmadik dalát Change My Clothes címmel, Alec Benjamin amerikai énekes-dalszerzővel együttműködve, amelyet több mint 10 millióan néztek meg YouTube-on.

### Dream Burger
2021. április 26-án a Dreammel való együttműködés keretében a youtuber MrBeast gyorsétteremlánca, a MrBeast Burger korlátozott ideig feltüntette a Dream Burgert az étlapján.
1. ↑  https://youtube.fandom.com/wiki/Dream
2. ↑  Eddie Makuch (2021. december 9.). „The Game Awards 2021 Winners Revealed: It Takes Two Wins Game Of The Year” (angol nyelven). GameSpot. (Hozzáférés: Hiba: Érvénytelen idő.)
3. ↑  @: thank you for all the birthday wishes 🥺 I love and appreciate all of uuuuuu❤️❤️❤️ and I have to... IM FEELING tWENTY TWOOOOO 😎, 2021. augusztus 12. (Hozzáférés: 2021. augusztus 12.)
4. 1 2 3  Cardona: Who is Dream? The story of Minecraft's unseen YouTuber. Ginx TV, 2021. január 14. (Hozzáférés: 2021. július 20.) „Born on 12th August 1999 and residing in Orlando, Florida, Dream had always attempted to “peak” in two things: Minecraft and YouTube.”
5. ↑  Ritchie: Why Are Gamers So Much Better Than Scientists at Catching Fraud?. The Atlantic, 2021. július 2. (Hozzáférés: 2021. július 19.) „a U.S. YouTuber with more than 20 million subscribers who goes by the nom de game "Dream"”
6. ↑  Zwiezen: Someone Brought A Dream SMP Minecraft Flag To An Anti-Vax Rally (amerikai angol nyelven). Kotaku, 2021. július 24. (Hozzáférés: 2021. július 25.)
7. ↑  Asarch: POWER RANKING: the 10 most well-liked influencers on the internet (amerikai angol nyelven). Insider, 2021. február 16. (Hozzáférés: 2021. június 24.)
8. ↑  Asarch: Minecraft's top streamers are taking over the internet with their exclusive roleplaying server called Dream SMP (amerikai angol nyelven). Insider. (Hozzáférés: 2021. június 30.)
9. ↑  Dream: About (angol nyelven). YouTube. [2020. december 12-i dátummal az eredetiből archiválva]. (Hozzáférés: 2020. december 17.)
10. 1 2 3 4 5  Asarch: Meet Dream, the mysterious Minecraft YouTuber who's one of the fastest-growing creators on the platform. Business Insider, 2021. január 27. (Hozzáférés: 2021. július 12.)
11. ↑  Livingston. „Watch this Minecraft player get shocked by a dog collar whenever he takes damage”, PC Gamer, Future plc, 2020. január 13.. [2021. január 6-i dátummal az eredetiből archiválva] (Hozzáférés: 2020. december 28.) (angol nyelvű)
12. ↑  Allocca: 2020's top-trending videos and creators (angol nyelven). YouTube Official Blog, 2020. december 1. [2021. január 6-i dátummal az eredetiből archiválva]. (Hozzáférés: 2021. január 6.)
13. ↑  Here Are The Biggest Twitch And YouTube Livestreams Ever (amerikai angol nyelven). GameSpot. [2021. január 13-i dátummal az eredetiből archiválva]. (Hozzáférés: 2021. január 18.)
14. ↑  Hernandez: YouTube's big Minecraft cheating scandal, explained. Polygon. Vox Media, 2020. december 15. [2020. december 15-i dátummal az eredetiből archiválva]. (Hozzáférés: 2020. december 17.)
15. 1 2  Stachurski. „The Great Revival: The Rise of Minecraft YouTube”, The Georgetown Voice, 2021. február 28.. [2021. február 28-i dátummal az eredetiből archiválva] (Hozzáférés: 2021. május 28.) (angol nyelvű)
16. ↑  Nightingale: Death threats sent to Minecraft YouTuber Technoblade for alleged racist tweets (brit angol nyelven). PinkNews, 2021. április 15. (Hozzáférés: 2021. szeptember 6.)
17. 1 2 3  Perez: Why Watching Dream Beat Minecraft Against the Odds Is So Addicting. Paste Magazine, 2020. október 23. [2021. január 7-i dátummal az eredetiből archiválva]. (Hozzáférés: 2021. január 4.)
18. ↑  Dream: Beating Minecraft, But My Friend Tries To Stop Me. YouTube, 2019. december 26. [2021. január 6-i dátummal az eredetiből archiválva]. (Hozzáférés: 2020. december 17.)
19. 1 2  Fay: Dream's final Minecraft Manhunt ends with perfect homage to how the series began (amerikai angol nyelven). Dot Esports, 2022. február 27. (Hozzáférés: 2022. március 2.)
20. ↑  Boier: Populær youtuber fanget i massivt stormvejr: Har han snydt? (dán nyelven). DR, 2020. december 29. [2021. január 11-i dátummal az eredetiből archiválva]. (Hozzáférés: 2021. január 9.)
21. ↑  Matt Patches: YouTube announces the top videos and creators of 2020. Polygon. Vox Media, 2020. december 1. [2021. január 6-i dátummal az eredetiből archiválva]. (Hozzáférés: 2020. december 28.)
22. ↑  B.: 'MinecraftManhunt': How a 'Minecraft' Speedrunner Beat 4 Hunters Just Like YouTuber Dream (angol nyelven). Tech Times, 2020. október 20. (Hozzáférés: 2021. szeptember 7.)
23. ↑  Grayson: Minecraft Megastar Admits To Cheating After Months Of Denial, Death Threats (amerikai angol nyelven). Kotaku, 2021. június 1. (Hozzáférés: 2021. július 2.)
24. ↑  Finley: The Dream SMP Minecraft Server Explained. Game Rant, 2021. május 7. (Hozzáférés: 2021. május 28.)
25. ↑  Espinosa. „A new list of the most talked about gaming creators shows the power of Minecraft's 'Dream SMP'”, Business Insider, 2021. június 24.. [2021. augusztus 4-i dátummal az eredetiből archiválva] (Hozzáférés: 2021. augusztus 4.)
26. ↑  Çakır. „What is the Dream SMP?”, Dot Esports, 2021. január 1.. [2021. január 6-i dátummal az eredetiből archiválva] (Hozzáférés: 2021. május 28.) (angol nyelvű)
27. ↑  Arsach: Minecraft's top streamers are taking over the internet with their exclusive roleplaying server called Dream SMP. Insider, 2021. január 25. (Hozzáférés: 2021. január 30.)
28. 1 2  D'Anastasio (2021. január 12.). „In Minecraft's Dream SMP, All the Server's a Stage”. Wired, Kiadó: Condé Nast. [2021. január 13-i dátummal az eredetiből archiválva]. (Hozzáférés: 2021. január 13.)
29. ↑  Michael: Minecraft – All MC Championship Winners (amerikai angol nyelven). Dot Esports. Gamurs, 2020. szeptember 26. [2021. január 6-i dátummal az eredetiből archiválva]. (Hozzáférés: 2021. január 2.)
30. ↑  Dream (angol nyelven). Wikitubia. (Hozzáférés: 2022. augusztus 21.)
31. ↑  Michael. „The best of MC Championship 10: Pokimane learns the game, Dream plays for charity, and more”, Dot Esports, Gamurs, 2020. szeptember 26.. [2021. január 3-i dátummal az eredetiből archiválva] (Hozzáférés: 2020. december 28.)
32. ↑  Dream ft. PmBata - Roadtrip (Official Lyric Video) (amerikai angol nyelven). YouTube. (Hozzáférés: 2021. október 21.)
33. 1 2 3  Asarch: How YouTube's biggest Minecraft creator used a bunch of teens to make his latest music video (amerikai angol nyelven). Business Insider. (Hozzáférés: 2021. október 15.)
34. ↑  Dream - Mask (Official Lyric Video), <https://www.youtube.com/watch?v=Gp9gFXf56yQ>. Hozzáférés ideje: 2021-10-26
35. ↑  Dream & Alec Benjamin - Change My Clothes (Official Lyric Video), <https://www.youtube.com/watch?v=kxWUcCUfDuE>. Hozzáférés ideje: 2021-10-26
36. ↑  MrBeast Burger Releases New Dream Burger. QSR. [2021. április 29-i dátummal az eredetiből archiválva]. (Hozzáférés: 2021. június 9.)
37. ↑  MrBeast Burger Introduces Limited-Edition Sandwich With 'Minecraft' YouTuber Dream. Tubefilter, 2021. április 26. [2021. június 9-i dátummal az eredetiből archiválva]. (Hozzáférés: 2021. június 9.)

## Magánélet
Dream valódi neve Clay, amit 2022 október 3-án fedett fel az arcával együtt. Dream Orlandóban, Floridában él. Dream nyilvánosan beszélt ADHD-diagnózisáról.